# MC Olimpia Terenzano
MC Olimpia Terenzano – włoski klub żużlowy z Terenzano.

## Historia klubu
Historia czarnego sportu w Terenzano sięga roku 1971, kiedy to z klubu żużlowego w Udine odeszli bracia Giuseppe i Gianni Pizzo a wraz z nimi mechanik Masolini, natomiast prezesem nowego klubu pn. Moto Club Udine został Roberto Minusso. Aby kontynuować działalność klubu, postanowiono o przystąpieniu do wielosekcyjnego klubu sportowego Olimpia, wokół jego boiska powstał w 1972 roku tor żużlowy. Trzy lata później działacze żużlowi Olimpii, założyli niezależny od pozostałych sekcji klub, który został zarejestrowany przez włoską federację motocyklową 15 stycznia 1975 roku. Oprócz braci Pizzo, do najbardziej utalentowanych zawodników w historii klubu należeli Giuseppe Marzotto, późniejszy konstruktor silników, Armando Castagna – najbardziej utytułowany zawodnik włoskiego żużla, czy Remo dal Bosco, próbujący swoich sił w lodowej odmianie ścigania.

## Stadion
Inauguracja toru żużlowego nastąpiła 25 czerwca 1972 roku. Jego długość wynosiła 400 metrów, szerokość prostej 10 metrów, a na łukach 17. W 1996 roku owal otrzymał licencję niezbędną do rozgrywania imprez rangi mistrzowskiej. W 2001 roku, nastąpiła przebudowa toru polegająca na poszerzeniu prostej do 11,3 metra i zwężenia łuku o blisko metr. Obecnym rekordzistą toru jest Szwed, Antonio Lindback. W 2009 roku przeniesiono rozgrywaną wcześniej w Lonigo, Grand Prix Włoch. Pojemność stadionu ocenia się na 4000 widzów.

## Kadra w sezonie 2015
| imię i nazwisko       | nar.                   |
| --------------------- | ---------------------- |
| Nicolas Covatti       | Argentyna/ lic. Włochy |
| Michele Paco Castagna | Włochy                 |
| Giorgio Trentin       | Włochy                 |
| Alessandro Milanese   | Włochy                 |
| Pierpaolo Scagnetti   | Włochy                 |
| Ivan Garzaro          | Włochy                 |
| Paolo Bonfante        | Włochy                 |